# O Senhor dos Anéis (trilha sonora)
A música da trilogia cinematográfica O Senhor dos Anéis foi composta, orquestrada e conduzida por Howard Shore. Shore escreveu muitas horas de música para O Senhor dos Anéis, 10 horas das quais foram inseridas na versão em box da The Complete Recordings CD/DVD. O restante é composto de composições alternativas e não utilizadas, que foram lançadas com o livro The Music of the Lord of the Rings films em 2010. Shore compôs uma música emocional, em forma de ópera, desenvolvendo na trilha sonora mais de 90 leitmotivs específicos, que caracterizam as culturas da Terra-Média as quais se referem. Shore iniciou seu trabalho com a música para a A Sociedade do Anel, no final de 2000 e gravou a primeira peça de música na Primavera de 2001. Músicas adicionais para a versão em DVD foi gravada em março de 2002. Um processo semelhante foi realizado para As Duas Torres e O Retorno do Rei, com a última sessão a ter lugar em Londres em 20 de março de 2004.
A música foi feita, principalmente, pela London Philharmonic Orchestra e a London Voices, com a New Zealand Symphony Orchestra contribuindo com algumas das primeiras músicas de Moria. Uma grande número de instrumentistas e cantores contribuíram nas trilhas sonoras.
A trilha sonora para a Sociedade do Anel e O Retorno do Rei ganharam o Academy Awards em 2002 e 2004. O último filme também ganhou um Oscar de Melhor Canção, bem como os Globos de Ouro de Melhor Trilha Sonora Original - Motion Picture e Melhor Canção Original. A música de Shore para O Senhor dos Anéis se tornou o maior sucesso de sua carreira , e é uma das mais populares trilhas sonoras orquestrais de todos os tempos.

## Álbuns
As gravações da trilha sonora foram inicialmente lançadas em álbuns de um único disco, que seguiram próximas das datas de lançamento dos filmes. Todos os álbuns da trilha sonora da trilogia, foram liberados através da Reprise Records.

### The Lord of the Rings - The Fellowship of the Ring
Duração — 71min e 24s
A trilha sonora original para a Sociedade do Anel foi liberada em 20 de novembro de 2001. Ao contrário dos álbuns posteriores de disco único, a sua faixa de abertura não contém o tema "History of the Ring" e a capa não possui imagens do poster de cinema ou da capa do DVD do filme.
Faixas do CD (título e duração)
1. "The Prophecy" — 3:54
2. "Concerning Hobbits" — 2:55
3. "The Shadow of the Past" — 3:33
4. "The Treason of Isengard" — 4:01
5. "The Black Rider" — 2:48
6. "At the Sign of the Prancing Pony" — 3:14
7. "A Knife in the Dark" (feat. Edward Ross) — 3:34
8. "Flight to the Ford" — 4:15
9. "Many Meetings" — 3:05
10. "The Council of Elrond" (feat. Enya) 3:49
11. "The Ring Goes South" — 2:03
12. "A Journey in the Dark" — 4:20
13. "The Bridge of Khazad-dûm" (feat. Mabel Faletolu) — 5:57
14. "Lothlórien" (feat. Miriam Stockley e Elizabeth Fraser) — 4:34
15. "The Great River" — 2:43
16. "Amon Hen" — 5:02
17. "The Breaking of the Fellowship" (feat. Edward Ross) — 7:21
18. "May It Be" (feat. Enya) — 3:31

### The Lord of the Rings - The Two Towers
Duração — 72min e 46s / 77min e 9s (edição limitada)
A trilha sonora original de The Two Towers foi liberada em 10 de dezembro de 2002. Também foi lançada uma edição limitada, contendo uma faixa adicional "Farewell to Lórien".
Faixas do CD (título e duração)
1. "Foundations of Stone" realizada por Howard Shore — 3:52
2. "The Taming of Sméagol" realizada por Howard Shore — 2:49
3. "The Riders of Rohan" realizada por Howard Shore — 4:06
4. "The Passage of the Marshes" realizada por Howard Shore — 2:46
5. "The Uruk-Hai realizada" por Howard Shore — 2:58
6. "The King of the Golden Hall" realizada por Howard Shore — 3:50
7. "The Black Gate Is Closed" realizada por Howard Shore — 3:17
8. "Evenstar" realizada por Isabel Bayrakdarian — 3:16
9. "The White Rider" realizada por Howard Shore — 2:28
10. "Treebeard" realizada por Howard Shore — 2:44
11. "The Leave Taking" realizada por Howard Shore — 3:42
12. "Helm's Deep" realizada por Howard Shore — 3:53
13. "The Forbidden" Pool realizada por Howard Shore — 5:27
14. "Breath of Life" realizada por Sheila Chandra — 5:08
15. "The Hornburg" realizada por Howard Shore — 4:36
16. "Forth Eorlingas" realizada por Ben Del Maestro — 3:16
17. "Isengard Unleashed" realizada por Elizabeth Fraser e Ben Del Maestro — 5:01
18. "Samwise the Brave" realizada por Howard Shore — 3:46
19. "Gollum's Song" realizada por Emiliana Torrinim — 5:53

### The Lord of the Rings - The Return of the King
Duração — 72min e 5s
A trilha sonora original do Retorno do Rei foi liberada em 25 de novembro de 2003. A sua faixa final "Into The West" cantada por Annie Lennox e recebeu o Oscar de Melhor Canção Original em 2004.
Faixas do CD (título e duração)
1. "A Storm Is Coming" — 2:52
2. "Hope and Memory" — 1:45
3. "Minas Tirith" (feat. Ben Del Maestro) — 3:37
4. "The White Tree" — 3:25
5. "The Steward of Gondor" (feat. Billy Boyd) — 3:53
6. "Minas Morgul" — 1:58
7. "The Ride of the Rohirrim" — 2:08
8. "Twilight and Shadow" (feat. Renée Fleming) — 3:30
9. "Cirith Ungol" — 1:44
10. "Andúril" — 2:35
11. "Shelob's Lair" — 4:07
12. "Ash and Smoke" — 3:25
13. "The Fields of the Pelennor" — 3:26
14. "Hope Fails" — 2:20
15. "The Black Gate Opens" — 4:01
16. "The End of All Things" (feat. Renée Fleming) — 5:12
17. "The Return of the King" (feat. Viggo Mortensen and Renée Fleming) — 10:14
18. "The Grey Havens" — 5:59
19. "Into the West " (feat. Annie Lennox) — 5:49
20. "Use Well the Days" (performed by Annie Lennox, limited edition only) — 3:10

## As gravações completas
A partir de 2005, um ano após a liberação estendida de O Retorno do Rei , a Reprise Records começou a liberar um conjunto multi-disco para cada parte da trilogia. Essas coleções anualmente publicados, intitulado As gravações completas , contêm toda a partitura para as versões estendidas dos filmes em CD , juntamente com um adicional de DVD-Audio disco que oferece 2,0 estéreo e 5,1 de surround misturas de trilha sonora. Cada álbum também vem com extensas notas do forro por música jornalista Doug Adams que analisa todas as faixas e fornece informações sobre o processo de composição e gravação a pontuação, bem como uma lista detalhada de todos os instrumentos musicais, as pessoas e organizações envolvidas. Estes escores anotados foram disponibilizados gratuitamente pela New Line no site promocional para as trilhas sonoras (ver abaixo ).

### A Sociedade do Anel
A Sociedade do Anel:  As gravações completas.
Álbum da trilha sonora de Howard Shore lançado em 13 de dezembro de 2005. As gravações completas para A Sociedade do Anel abrangem pouco mais de três horas de música em três CDs. O conjunto foi lançado em 13 de dezembro de 2005.
Disco 1
1. "Prologue: One Ring to Rule Them All" — 7:16
2. "The Shire" — 2:29
3. "Bag End" — 4:35
4. "Very Old Friends" — 3:12
5. "Flaming Red Hair" — 2:39
6. "Farewell Dear Bilbo" — 1:45
7. "Keep It Secret, Keep It Safe" — 8:54
8. "A Conspiracy Unmasked" — 6:09
9. "Three Is Company" — 1:58
10. "The Passing of the Elves" — 2:39
11. "Saruman the White" — 4:09
12. "A Shortcut to Mushrooms" — 4:07
13. "Strider" — 2:34
14. "The Nazgûl" — 6:04

Dsico 2
1. "Weathertop" — 2:14
2. "The Caverns of Isengard" — 4:54
3. "Give Up the Halfling" — 4:49
4. "Orthanc" — 1:06
5. "Rivendell" — 3:26
6. "The Sword That Was Broken" — 3:34
7. "The Council of Elrond Assembles" — 4:01
8. "The Great Eye" — 5:30
9. "Gilraen's Memorial" — 5:01
10. "The Pass of Caradhras" — 5:04
11. "The Doors of Durin" — 6:03
12. "Moria" — 2:27
13. "Gollum" — 2:26
14. "Balin's Tomb" — 8:30

Disco 3
1. "Khazad-dûm" — 8:00
2. "Caras Galadhon" — 9:20
3. "The Mirror of Galadriel" — 6:21
4. "The Fighting Uruk-hai" — 11:32
5. "Parth Galen" — 9:13
6. "The Departure of Boromir" — 5:29
7. "The Road Goes Ever On... (Part 1)" — 5:58
8. "May It Be" — 3:26
9. "The Road Goes Ever On... (Part 2)" — 3:41

### As Duas Torres
As gravações completas para As Duas Torres abrangem mais de três horas de música em três CDs. O conjunto foi lançado em 7 de novembro de 2006.
Disco 1
1. "Glamdring" — 3:50
2. "Elven Rope" — 2:19
3. "Lost in Emyn Muil" — 4:15
4. "My Precious" — 2:56
5. "Uglúk's Warriors" — 1:41
6. "The Three Hunters" — 6:12
7. "The Banishment of Éomer" — 3:55
8. "Night Camp" — 2:50
9. "The Plains of Rohan" — 4:15
10. "Fangorn" — 5:13
11. "The Dead Marshes" — 5:08
12. "Wraiths on Wings" — 2:08
13. "Gandalf the White" — 6:48
14. "The Dreams of Trees" — 1:55
15. "The Heir of Númenor" — 6:51
16. "Ent-draught" — 2:54

Disco 2
1. "Edoras" — 4:34
2. "The Court of Meduseld" — 3:11
3. "Théoden King" — 6:12
4. "The King's Decision" — 2:08
5. "Exodus from Edoras" — 5:43
6. "The Forests of Ithilien" — 6:38
7. "One of the Dúnedain" — 7:13
8. "The Wolves of Isengard" — 4:22
9. "Refuge at Helm's Deep" — 4:00
10. "The Voice of Saruman" — 1:12
11. "Arwen's Fate" — 3:59
12. "The Story Foretold" — 3:39
13. "Sons of the Steward" — 6:03
14. "Rock and Pool" — 2:55
15. "Faramir's Good Council" — 2:21

Disco 3
1. "Aragorn's Return" — 2:12
2. "War is Upon Us" — 3:36
3. "Where Is the Horse and the Rider?" — 6:16
4. "The Host of the Eldar" — 2:51
5. "The Battle of the Hornburg" — 2:53
6. "The Breach of the Deeping Wall" — 3:03
7. "The Entmoot Decides" — 2:06
8. "Retreat" — 4:41
9. "Master Peregrin's Plan" — 2:32
10. "The Last March of the Ents" — 2:31
11. "The Nazgûl Attack" — 2:45
12. "Théoden Rides Forth" — 5:48
13. "The Tales That Really Matter" — 12:01
14. "Long Ways to Go Yet" — 8:06

### O Retorno do Rei
As gravações completas para O Retorno do Rei abrangem quase três horas e 50 minutos, em quatro CDs. O conjunto foi lançado em 20 de novembro de 2007 e é atualmente o único dos três a ser disponível para download digital através da iTunes Store .
Disco 1
1. "Roots and Beginnings" — 6:31
2. "Journey to the Crossroads" — 2:17
3. "The Road to Isengard" — 2:18
4. "The Foot of Orthanc" — 4:45
5. "Return to Edoras" — 1:51
6. "The Chalice Passed" — 1:51
7. "The Green Dragon" — 0:35
8. "Gollum's Villainy" — 2:10
9. "Éowyn's Dream" — 1:24
10. "The Palantír" — 3:10
11. "Flight from Edoras" — 2:19
12. "The Grace of Undómiel" — 6:21
13. "The Eyes of the White Tower" — 4:33
14. "A Coronal of Silver and Gold" — 8:27
15. "The Lighting of the Beacons" — 9:03

Disco 2
1. "Roots and Beginnings" — 6:31
2. "Journey to the Crossroads" — 2:17
3. "The Road to Isengard" — 2:18
4. "The Foot of Orthanc" — 4:45
5. "Return to Edoras" — 1:51
6. "The Chalice Passed" — 1:51
7. "The Green Dragon" — 0:35
8. "Gollum's Villainy" — 2:10
9. "Éowyn's Dream" — 1:24
10. "The Palantír" — 3:10
11. "Flight from Edoras" — 2:19
12. "The Grace of Undómiel" — 6:21
13. "The Eyes of the White Tower" — 4:33
14. "A Coronal of Silver and Gold" — 8:27
15. "The Lighting of the Beacons" — 9:03

Disco 3
1. "Grond - The Hammer of the Underworld" — 1:33
2. "Shelob the Great" — 5:13
3. "The Tomb of the Stewards" — 3:58
4. "The Battle of the Pelennor Fields" — 4:10
5. "The Pyre of Denethor" — 2:59
6. "The Mûmakil" — 0:57
7. "Dernhelm in Battle" — 2:06
8. "A Far Green Country" — 1:28
9. "Shieldmaiden of Rohan" — 5:07
10. "The Passing of Théoden" — 2:16
11. "The Houses of Healing" — 2:58
12. "The Tower of Cirith Ungol" — 4:41
13. "The Last Debate" (feat. Sissel) — 4:21
14. "The Land of Shadow" — 6:29
15. "The Mouth of Sauron" — 8:16
16. "For Frodo" — 3:17

Disco 4
1. "Mount Doom" — 4:09
2. "The Crack of Doom" — 4:02
3. "The Eagles" — 2:24
4. "The Fellowship Reunited" — 12:18
5. "The Journey to the Grey Havens" — 7:35
6. "Elanor" — 1:28
7. "Days of the Ring" (feat. Annie Lennox) — 11:10
8. "Bilbo's Song" — 2:58

## A Música dos filmes O Senhor dos Anéis
A música dos filmes O Senhor do Anéis ( ISBN 978-0-7390-7157-1 ) é um livro que foi escrito por Doug Adams e lançado em 5 de outubro de 2010. O livro contém um olhar detalhado sobre os temas e motivos recorrentes na música dos filmes. Ele também contém trechos de partituras e ilustrações. O livro foi lançado com um CD do companheiro, O Arquivo Raridades. O CD tem 21 faixas de músicas inéditas criadas para os filmes, bem como uma entrevista de áudio com Howard Shore.
O Arquivo Raridades
1. "Prologue: One Ring to Rule Them All (Alternate)" — 5:56
2. "The Shire/The Hobbits (Mock-up)" — 2:00
3. "Out From Bree (Theatrical Version & Alternate)" — 4:04
4. "Flight to the Ford (Alternate)" — 4:04
5. "Moria (Mock-up)" — 1:44
6. "The Fighting Uruk-hai (Alternate)" — 1:47
7. "The Argonath (Alternate)" — 2:18
8. "Gwenwin in în (“Arwen’s Song” Alternate/Mock-up)" — 2:02
9. "Arwen’s Song (Complete)" — 2:11
10. "Emyn Muil (Alternate)" — 3:23
11. "The Rohan Fanfare (Mock-up)" — 3:09
12. "The Eaves of Fangorn (Alternate)" — 5:28
13. "The Ent Theme (Mock-up)" — 2:00
14. "The Return of the King Trailer" — 2:34
15. "The Gondor Theme (Mock-up)" — 2:18
16. "The Muster of Rohan (Alternate)" — 6:43
17. "The Siege of Gondor (Alternate)" — 3:13
18. "Shieldmaiden of Rohan (Theatrical Version)" — 2:00
19. "Sammath Naur (Alternate)" — 8:53
20. "Frodo’s Song (“Into the West” Alternate/Mock-up)" — 2:23
21. "Elanor (Alternate)" — 1:30
22. "In Conversation (Audio Interview Part 1)" — 5:05
23. "In Conversation (Audio Interview Part 2)" — 4:28